# 南华基金
南华基金管理有限公司（英語：Nanhua Fund Management Co., Ltd.）是中国大陆的证券投资基金管理公司。南华基金由南华期货设立，注册地为浙江省金华市东阳市横店影视产业实验区商务楼，办公地址位于北京金融街，是由期货公司全资控股的公募基金管理公司经营范围包括基金募集、基金销售、资产管理、特定客户资产管理和中国证监会许可的其他业务。
2016年，中国证监会核准设立南华基金管理有限公司，注册资本为15,000万元人民币。2020年12月18日南华期货发布公告，公司决定向南华基金以现金方式增资3000万元。
2022年6月25日发布公告，搬迁至杭州市上城区横店大厦801室。

## 基金产品
- 指数型
- 南华中证杭州湾区ETF，南华中证杭州湾区ETF联接
- 偏股混合型
- 南华丰淳、南华瑞盈
- 纯债型
- 南华瑞鑫定开，南华瑞扬纯债(由南华瑞颐混合转换)，南华瑞元定期开放债券，南华瑞泽债券，南华价值启航纯债债券，南华瑞恒短债[5][6]

## 外部連結
- 南华基金管理有限公司（页面存档备份，存于）